# Julius Meinl III.
Julius Meinl III. (* 14. Februar 1903 in Wien, Österreich-Ungarn; † 10. September 1991 ebenda) war ein österreichischer Unternehmer und langjähriger Leiter des Lebensmittelunternehmens Julius Meinl AG. Er trug aufgrund seines langjährigen Postens als Präsident des Aufsichtsrates den Spitznamen "Präsident".

## Leben
Julius Meinl III. wuchs in Wien auf und besuchte das Schottengymnasium, anschließend besuchte er die Handelsakademie und absolvierte eine Lehre zum Buchbinder. Er trat anschließend in das Familienunternehmen ein und übernahm schließlich 1933 von seinem Vater Julius Meinl II. die Firmenleitung. Unter Meinl III. und dem Generaldirektor Kurt Schechner expandierte das Unternehmen inner- und außerhalb Österreichs und wurde mit 572 Geschäften und 600 Niederlagen (= Franchisenehmer) im Jahr 1937 zum größten Lebensmittelhändler Mitteleuropas. 1935 erwarb er die Konkurrenzfirma Brüder Kunz mit 79 Geschäften und integrierte sie als Billiganbieter in das Familienunternehmen. 1939 hatte der Konzern bereits mehr als 1.000 Filialen und Franchiseunternehmen, im selben Jahr wurde das Süßwarenunternehmen Charles Cabos übernommen.
Nach dem „Anschluss“ Österreichs an das nationalsozialistische Deutschland emigrierte der als strikter Gegner des Nationalsozialismus bekannte Meinl III. mit seiner jüdischen Frau und den gemeinsamen Söhnen auf das familieneigene Schloss Freudenau in Jugoslawien. Er musste dazu die notwendige 20 % hohe Reichsfluchtsteuer sowie die 25-prozentige Judenvermögensabgabe entrichten, was nur durch den Verkauf fast des gesamten persönlichen Besitzes sowie der Unternehmensanteile möglich wurde. Sein Vater kaufte auf der anschließenden Auktion den Großteil davon wieder zurück.
Nach einem einjährigen Aufenthalt auf Schloss Freudenau, währenddessen sein Sohn Julius IV. die Volksschule in Zagreb besuchte, emigrierte die Familie schließlich über Amsterdam nach England. Sein Vater wurde von den Nationalsozialisten an der Firmenspitze belassen, jedoch konnte dieser die Umgestaltung des Unternehmens durch die Nazis und die Arisierungen nicht verhindern. Julius Meinl II. starb im Jahr 1944 und hatte sein Testament so abgefasst, dass bei einem Sieg der Alliierten Julius Meinl III. das Unternehmen zu 75 % erbte. Im Falle eines Sieges der Nazis hätte Friedrich Hiksch, vormals ein Schulfreund von Julius III. und kurz vor dessen Tod von Meinl II. adoptiert, das Unternehmen vollständig geerbt.
Julius Meinl III. wurde indes mit seiner Familie auf Hinton Hall ansässig und betrieb dort Landwirtschaft, 1947 kehrte er nach Österreich zurück und übernahm von seinem Stiefbruder die Unternehmensleitung. Er sorgte in den Folgejahren für den erfolgreichen Wiederaufbau der Firma. 1956 erneuerte er den Spar- und Kreditverein der Freunde & Angestellten der Julius Meinl AG, der 1923 von seinem Vater gegründet, aber 1943 während des Dritten Reiches liquidiert worden war. Nachdem er 1969 das Bankhaus Brunner & Co. KG. erworben hatte, wurde es 1979 mit dem Spar- und Kreditverein zur Meinl Bank vereinigt. Meinl III. gründete auch die Lehrlingsakademie, an welcher Kaufleute ausgebildet wurden, wobei Stil und geschliffene Umgangsformen wichtige Kriterien waren. Heutzutage wird in dem Gebäude in der Wiener Lainzer Straße der Nachwuchs des Spar-Konzerns ausgebildet.
1953 erhielt Julius Meinl III. den Ehrendoktor der Handelswissenschaften. Aufgrund seiner Position als Aufsichtsratspräsident des Unternehmens, die er rund 40 Jahre innehatte, trug er den Spitznamen "der Präsident". Man ehrte ihn, indem das Unternehmen eine seiner beliebtesten Kaffeemischungen (Der Präsident) nach ihm benannte. Im Jahr 1987, im Alter von 84 Jahren, zog er sich von der Unternehmensleitung zurück.
Julius Meinl III. wurde in der Familiengruft am Dornbacher Friedhof bestattet.
Meinl III. war seit 1928 mit Johanna „Hansi“ Winterstein (26. Mai 1906 – 21. Januar 1983), Tochter des Kunsthändlers Josef Winterstein, verheiratet. Er hatte mit ihr zwei Söhne, davon war der Erstgeborene Julius Meinl IV. seit 1953 im Unternehmen tätig.